# Pan.Thy.Monium
Pan.Thy.Monium war eine schwedische Death-Metal-Band um Dan Swanö. Die Gruppe wurde 1990 als Nebenprojekt gegründet und veröffentlichte bis zu ihrer Auflösung 1996 drei Alben.

## Bandgeschichte
Dan Swanö gründete Pan.Thy.Monium 1990 als Projekt neben Edge of Sanity zusammen mit seinem Bruder Dag. Daneben waren außerdem die Edge-of-Sanity-Musiker Robert Karlsson (Gesang) und Benny Larsson (Schlagzeug, Geige), sowie Robert Ivarrson (Gitarre) in der Gruppe aktiv.
Nach dem Demo …Dawn und der EP Dream II konnte die Gruppe einen Plattenvertrag bei Osmose Productions erlangen und veröffentlichte dort 1992 ihr Debütalbum Dawn of Dreams. Die sieben Lieder blieben unbetitelt. 1993 erschien Khaooohs mit Gastsängerin Aasah. 1996 folgte das letzte Album Khaooohs & Kon-Fus-Ion über Relapse Records. Anschließend löste Swanö die Gruppe auf. Die restlichen Musiker versuchten zwar das Projekt ohne Swanö am Leben zu erhalten, schafften es allerdings nicht.

## Musik
Musikalisch sind Pan.Thy.Monium dem Bereich des Death- und Black Metals zuzuordnen. Ihre Kompositionen sind sehr komplex und avantgardistisch mit vielen Breaks, wie es im Bereich des Progressive Metals üblich ist. Pan.Thy.Monium brachten als eine der ersten Gruppen in diesem Bereich Saxophonklänge und elektronische Geräuscheffekte ein. Ein weiteres Merkmal ist der, wie im Death-Metal-Bereich üblich, aus Growls bestehende Gesang. Es wird jedoch kein realer Text gesungen, sondern die Stimme im Stile eines Instruments verwendet. Hieraus ergeben sich auch die seltsam anmutenden Liedtitel, mit denen versucht wird, ein Geräusch wiederzugeben.
Ihre Alben sind Konzeptalben, die sich mit dem Leben und dem Tod von Raagoonshinnaah, dem Gott der Dunkelheit und dessen Kampf gegen Amaraah, dem Gott des Lichts, beschäftigen.

## Diskografie

### Alben
- 1992: Dawn of Dreams
- 1993: Khaooohs
- 1996: Khaooohs and Kon-Fus-Ion

### Demos und EPs
- 1990: …Dawn (Demo)
- 1991: Dream II (Wiederveröffentlichung 1995)